# Non perdiamo la testa
Non perdiamo la testa è un film del 1959 diretto da Mario Mattoli.

## Trama
L'ingenuo Tony viene avvicinato da una gentile signora, membro di un prestigioso comitato di beneficenza, che lo invita nella sua lussuosa villa in campagna. Il motivo dell'invito e delle cerimonie che le donne del comitato gli riserbano è che credono erroneamente che sia stata trovata in lui una malattia rarissima e dato che gli rimarrebbe poco tempo da vivere, vogliono fargli passare in modo lieto i suoi ultimi giorni.
In realtà Tony è sano come un pesce, ma decide di fare la sua parte e di godersi i piaceri di una bella villa e di una servitù sempre pronta a intervenire.
Nella casa Tony fa amicizia non solo con la cameriera Violante, di cui si innamora perdutamente, ma anche con il fratello della nobildonna: un maniaco studioso di crani umani che vorrebbe impossessarsi anche di quello del giovane.
Tuttavia Tony non si accorge che la magione ospita una banda di falsari (maggiordomo e alcuni camerieri) e che quindi si potrebbe cacciare in grossi guai. Infatti presto la polizia raggiunge la villa ad arrestare i malviventi mentre Tony, scagionato da Violante, viene lasciato libero. Così dopo che le donne del comitato vengono finalmente a sapere che egli non è realmente malato, può tornare a casa accompagnato da Violante stessa, nel frattempo divenuta la sua fidanzata.